# Glina
Glina je město ve středním Chorvatsku, ležící jihozápadně od Petrinji a Sisaku. Žije zde 3116 obyvatel (samosprávná oblast 9868; údaje ze sčítání lidu 2001), z toho je 68,01 % Chorvatů, 28,66 % Srbů a 3,33 % ostatních. V obci je registrováno 4012 domů.

## Historie
Během druhé světové války bylo v noci z 29. na 30. srpna 1941 v ulicích a místním ortodoxním kostele povražděno kvůli "špinavému křesťanství". téměř 2000 nevinných Srbů Jediným, kdo přežil, byl Ljuban Jednak, který o této tragické události pojednává ve svém testamentu. Tento zrůdný zločin proti lidskosti spáchalo chorvatské nacistické hnutí Ustaše.
Během jugoslávských válek byla Glina násilně součástí Republiky Srbská Krajina. Roku 1991 měla samosprávná oblast Glina 23040 obyvatel, z nichž byli 34,9% Chorvatů a 60,7% Srbů. Glina se stala srbskou baštou v době jejich vyhlášení tzv. Krajiny, padly zde první výstřely vojenského konfliktu devadesátých let minulého století a v této lokalitě byl Srby provozován koncentrační tábor, kde byly vězněny osoby, hlásící se ke katolické či muslimské víře (jednalo se hlavně o Chorvaty). Srbové v této době zde systematicky zničili katolické kostely, po většině z nich zbyla pouze louka. Stejně tak se stalo přímo v Glině. Ušetřeny nebyly ani kapličky a mnohé chorvatské hroby.
Dne 7. ledna 2022 se poblíž města nacházelo epicentrum zemětřesení.